# Křečovice (Onomyšl)
Křečovice (německy Kretschowitz) jsou malá vesnice, část obce Onomyšl v okrese Kutná Hora. Nachází se asi dva kilometry severozápadně od Onomyšle. Vesnicí protéká Onomyšlský potok.
Křečovice leží v katastrálním území Křečovice u Onomyšle o rozloze 3,38 km².

## Historie
První písemná zmínka o vesnici pochází z roku 1394.

## Fotogalerie

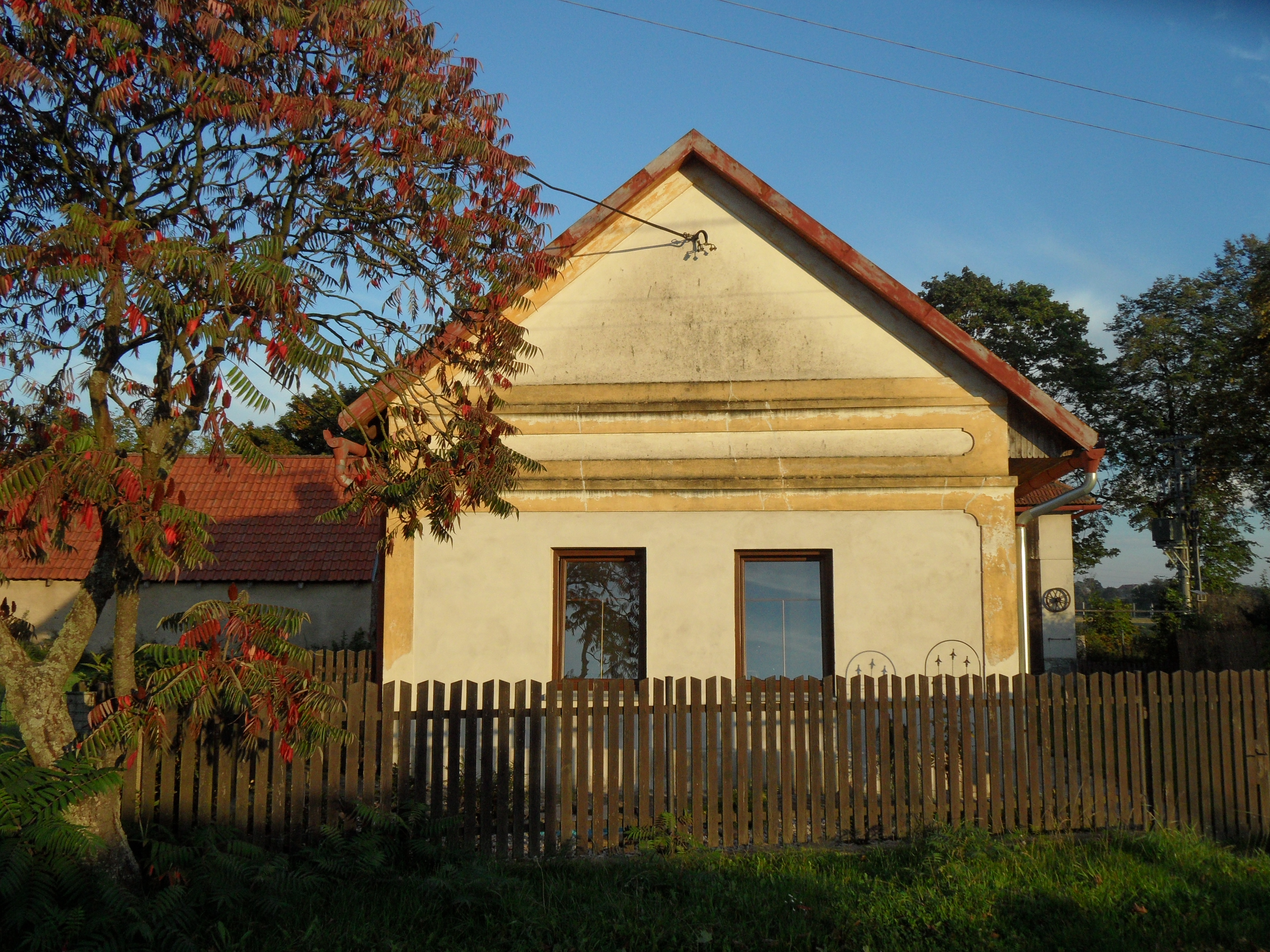
Starší dům
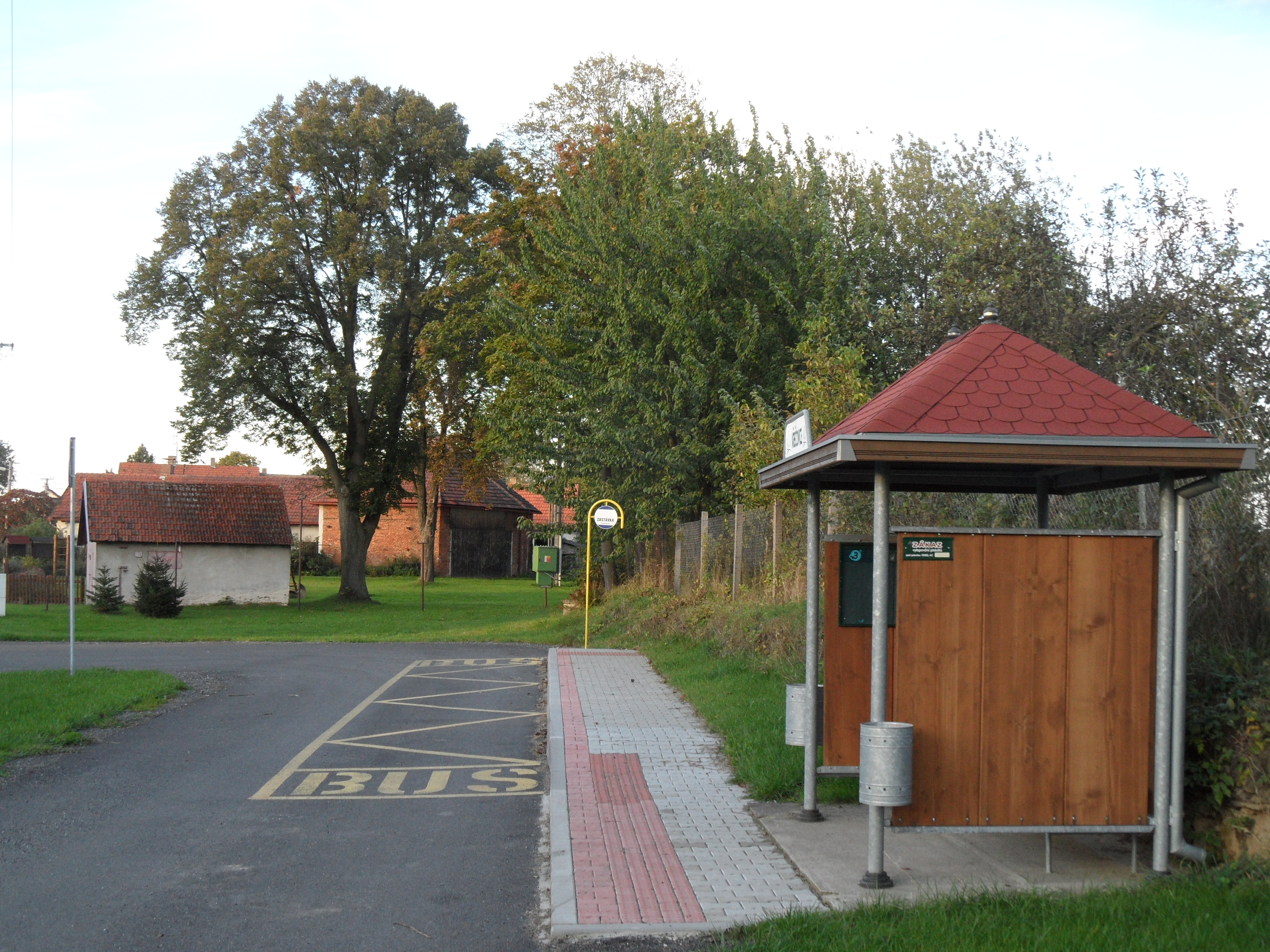
Autobusová zastávka s přístřeškem